# Borăscu (gmina)
Borăscu – gmina w Rumunii, w okręgu Gorj. Obejmuje miejscowości Baniu, Borăscu, Calapăru, Gura-Menți, Menții din Dos, Miluta i Scorușu. W 2011 roku liczyła 3492 mieszkańców.